# Caio Trebácio Testa
Caio Trebácio Testa (Gaius Trebatius Testa; Vélia?, c. 89 a.C.– c. 4 (92 anos)) foi um dos advogados mais proeminentes da sua época. Amigo de Cícero, foi recomendado por este a César, que o acolheu na Gália como conselheiro legal. Apoiou César na guerra civil e após o seu assassinato passou ao bando de Otaviano (o futuro Augusto), que teve em grande estima a Trebácio até este falecer em 4 a.C. Escreveu várias obras relativas ao Direito romano, mas nenhuma se conservou.

## Biografia

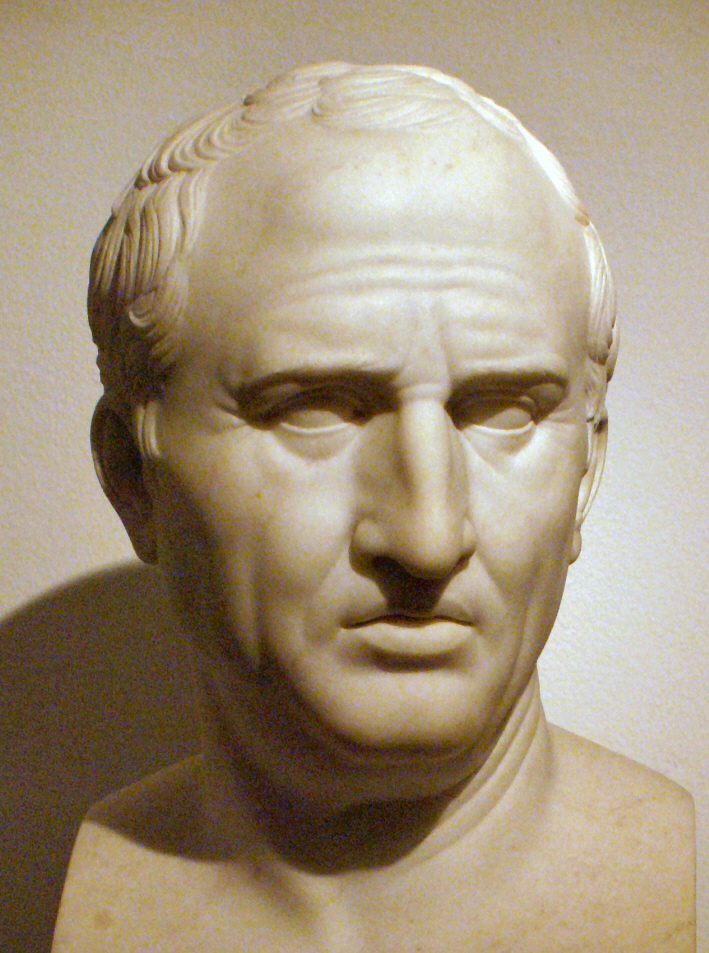
Marco Túlio Cícero, grande amigo de Trebácio, que o recomendou a César e propiciou que Trebácio lutasse junto a ele nas Gálias

Possivelmente aos 20-25 anos deveu iniciar os seus estudos em retórica e direito (como faziam todos os nobres romanos), passando a estar sob o ensinamento de Quinto Cornélio Máximo.
Ao longo de toda a sua vida não mostrou grande interesse por participar diretamente no terreno político, embora sim estivesse interessado na política em geral. Manteve sempre certa independência no terreno do cursus honorum; porém, estabeleceu estreitas relações com as personagens mais eminentes da sua época, como Júlio César, Cícero ou Augusto. A renúncia a seguir uma carreira política pôde ser devida à sua conversão ao epicurismo, doutrina que professava abertamente e que defendia o distanciamento da vida pessoal da pública. Esse epicurismo deveu ser "à romana", pois não impediu Trebácio ostentar certos postos de relevância sob César, embora recusando o posto de tribuno que este lhe ofereceu (54 a.C.)

### César e Cícero
Em 54 a.C., Cícero recomendou Trebácio ante César como jurista honesto, modesto e dotado de profundos conhecimentos no campo do ius civile. Uniu-se então a César na Gália, onde lhe foi oferecido o posto de tribuno militar, cargo que recusou. Durante a sua estada na Gália, Trebácio mostrou pouco interesse pelas questões militares, pelo qual parece que César, enquanto confirmou a sua posição como chefe da sua oficina de comunicação, garantiu-lhe que estaria isento de serviço. Esse desinteresse pelos assuntos militares dissuadiu-o de acompanhar César à Britânia, pelo qual era branco das burlas dos seus companheiros.
Mais tarde pôde desfrutar dos favores de César, com quem mantinha uma grande confiança, permanecendo fiel ao ditador durante a Guerra Civil. Chegou a ser até mesmo intermediário  entre César e Cícero, com quem mantinha uma estreita amizade. A respeito da confiança que mantinha com César é importante a anedota, referida por Suetônio, na qual o general teria mostrado uma grande arrogância e falta de respeito para uma delegação do senado romano que vinha honrá-lo perto do Templo de Venus Genetrix, recebendo-a sem nem sequer ficar de pé. Trebácio, discordando da ação, olhou para César como exortando-o a levantar-se, coisa que este intuiu, dando-lhe uma olhada de reproche.

### Augusto
Trebácio continuou ao lado de Otaviano após a morte de César, embora a colaboração com o futuro imperador, sempre desde a independência pessoal, não fosse permanente, como fora com o seu pai adotivo. Desde finais da década de 30 a.C. existiu uma aproximação entre eles que coincidiu com o distanciamento do seu discípulo Marco Antíscio Labeão, firme opositor de Augusto, sendo possível que o imperador distinguisse Trebácio com o ius publice respondendi ao ter um papel essencial na disputa da viabilidade jurídica dos codicilos de Lúcio Cornélio Lêntulo Crus.

## Trebácio e a cultura do seu tempo

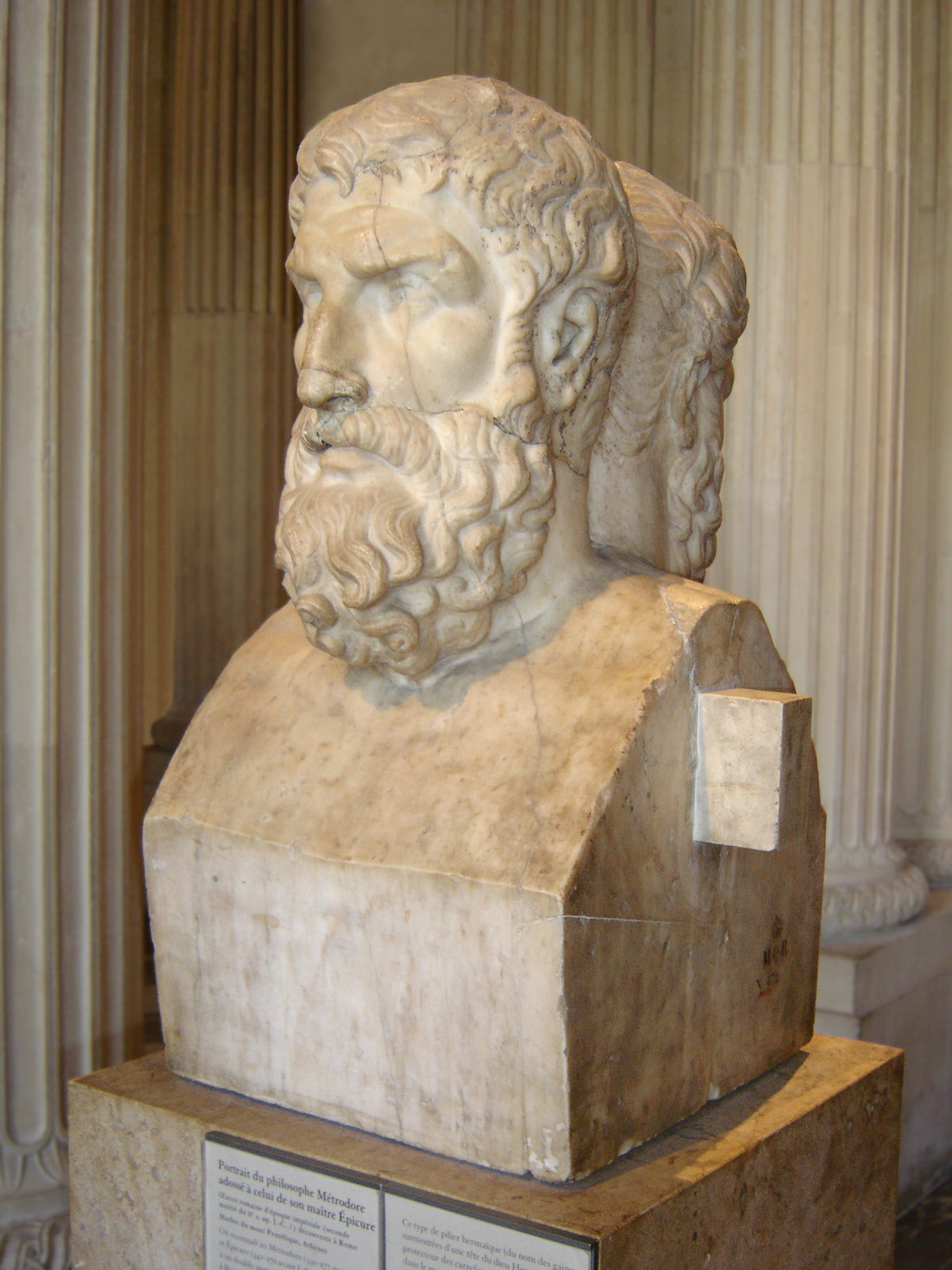
Epicuro, filósofo fundador do epicurismo, doutrina da qual Trebácio Testa era seguidor

Cícero era um defensor do papel central da retórica na educação dos homens cultos romanos. Quando Trebácio encontrou um manuscrito de Aristóteles que não entendeu, quer pela complexidade do estilo ou pela dificuldade do tema, pediu ajuda ao orador, o qual originou que este redigisse a sua topica. De tudo isso pode-se depreender que Trebácio possuía apenas os conhecimentos retóricos imprescindíveis para exercer a sua profissão, embora algum dos seus contemporâneos disse que era um advogado eloquente.
Trebácio, para além disso, professava abertamente o epicurismo, o que pôde influir no seu trabalho. Quando Augusto perguntou aos juristas, entre os que se encontrava Trebácio, a legalidade de usar os codicilos de Lêntulo, Trebácio persuadiu o imperador de que o codicillorum usus era utilíssimo e necessário para o povo, de onde se depreende a ideia epicúrea de que a interdependência do útil e do necessário é a base do Direito.

## Obra própria
Caio Trebácio Testa escreveu numerosas obras jurídicas, embora, infelizmente, nenhuma chegasse à atualidade. Escreveu um mínimo de dez livros sobre o Direito religioso e um número similar sobre Direito civil, mas não fica tão claro que escrevesse uma coleção de responsa, alguns libri epistolarum e uma monografia pouco extensa sobre o Direito público.
O fato de o pensamento de Trebácio não tocasse fundo entre os seus contemporâneos e de que a sua obra jurídica não fosse tão bem travada, compacta e de tanta envergadura como a do seu discípulo Labeão pôde fazer que esta não fosse levada em conta pelas gerações posteriores de juristas e se perdesse para a História. Porém, Trebácio foi muito mais influente pelo seu pensamento que pela sua obra: de fato, conserva-se um ditame seu relativo ao divórcio de Cícero e Terência.